# Macrocera striatipennis
Macrocera striatipennis är en tvåvingeart som beskrevs av Gabriel Strobl 1906. Macrocera striatipennis ingår i släktet Macrocera och familjen platthornsmyggor.
Artens utbredningsområde är Spanien. Inga underarter finns listade i Catalogue of Life.